# Лютиня (гміна М'єнкіня)
Лютиня (пол. Lutynia, нім. Leuthen) — село в Польщі, у гміні Менкіня Сьредського повіту Нижньосілезького воєводства.
Населення — 1357 осіб (2011).

## Демографія
Демографічна структура станом на 31 березня 2011 року:
|          | Загалом | Допрацездатний вік | Працездатний вік | Постпрацездатний вік |
| -------- | ------- | ------------------ | ---------------- | -------------------- |
| Чоловіки | 671     | 145                | 471              | 55                   |
| Жінки    | 686     | 132                | 427              | 127                  |
| Разом    | 1357    | 277                | 898              | 182                  |